# Siarhei Tsikhanouski
Siarhei Leanidavich Tsikhanouski (tiếng Belarus: Сяргей Леанідавіч Ціханоўскі; tiếng Nga: Серге́й Леони́дович Тихано́вский), còn gọi là Sergei Leonidovich Tikhanovsky, là một tù nhân lương tâm Belarus, đồng thời là một YouTuber, vlogger, người bất đồng chính kiến, và nhà hoạt động dân chủ. Anh chủ yếu được biết với hoạt động chống lại chính quyền tổng thống Belarus, Alexander Lukashenko. Tháng 5 năm 2020, anh thông báo quyết định tranh cử cuộc bầu cử tổng thống năm 2020, nhưng bị bắt hai ngày sau đó. Vợ anh, Sviatlana Tsikhanouskaya, trở thành đối thủ chính của Lukashenko trong cuộc bầu cử.

## Thời niên thiếu và lập nghiệp
Tsikhanouski sinh ngày 18 tháng 8 năm 1978, tại Horki, Vùng Homyel, Belarus, và lớn lên ở Homyel.
Tsikhanouski học một gymnasium toán học và vật lý, rồi tốt nghiệp khoa Ngôn ngữ học của Đại học Bang Francisk Skorina Gomel, đặt tên theo Frantsysk Skaryna. Sau đó, anh mở hộp đêm ở Homyel và Mazyr và tổ chức các buổi hòa nhạc. Anh tham gia sản xuất và quảng bá video, bao gồm video ca nhạc.